# Lacinipolia ligata
Lacinipolia ligata är en fjärilsart som beskrevs av Walker 1860. Lacinipolia ligata ingår i släktet Lacinipolia och familjen nattflyn. Inga underarter finns listade i Catalogue of Life.